# De Noorderlingen
De Noorderlingen is een Nederlandse speelfilm uit 1992 van Alex van Warmerdam.
Het verhaal speelt zich af in de jaren zestig in een nieuwbouwdorp dat uit één straat bestaat, en het aanliggende bos, en vertelt het verhaal van de mensen die in deze straat wonen. Tijdens de Nationale Filmquiz 2006 verklaarde Van Warmerdam dat hij dit zelf zijn beste film vindt. Voor deze film won hij een Gouden Kalf voor de beste regie, en kreeg hij een nominatie voor de International Fantasy Film Award. Rudolf Lucieer won ook een Gouden Kalf voor beste acteur voor zijn vertolking van de boswachter Anton. De film behoort tot de in 2007 gepresenteerde Canon van de Nederlandse film.

## Verhaal
In de jaren zestig groeit de jonge Thomas (Leonard Lucieer) op met zijn op seks beluste vader (Jack Wouterse), die slager van beroep is, en zijn moeder (Annet Malherbe), die steeds dieper het geloof in wordt getrokken. Voor haar vasten wordt ze vanaf de straat als een heilige aanbeden door vrouwen die geknield in een bidhouding voor haar raam gaan zitten. Zelf heeft Thomas zich teruggetrokken in een fantasiewereld die hij heeft gebaseerd op nieuwsuitzendingen over de bevrijding van Belgisch-Congo. In die fantasiewereld is hij Lumumba, een van de potentiële nieuwe leiders van Congo. De postbode Plagge (Alex van Warmerdam), die alle te bezorgen brieven leest en zo alle geheimen van de bewoners kent, helpt hem bij dit escapisme.

Verder zijn er de excentrieke boswachter Anton (Rudolf Lucieer) en zijn vrouw Elizabeth (Loes Wouterson). Hij is onvruchtbaar, en zij heeft een kinderwens, wat aanleiding geeft tot een conflict.
Als het dorp wordt bezocht door missionarissen die een reis door Afrika hebben gemaakt, helpt Thomas de Afrikaanse man (Dari Somé), die de missionarissen in een kooi tentoonstellen, ontsnappen. De man verbergt zich daarna in het bos, waar hij de boswachter een mysterieus meisje ziet doodschieten, waarop hij besluit om de boswachter blind te maken.
De boswachter is hierdoor woedend, en iedereen voelt zijn dreiging. Als de blinde boswachter de Afrikaanse man aan het uiteinde van zijn jachtgeweer vindt, besluit hij toch de gezworen wraak niet uit te voeren.

## Rolverdeling
| Acteur             | Personage      |
| ------------------ | -------------- |
| Jack Wouterse      | Jacob          |
| Annet Malherbe     | Martha         |
| Rudolf Lucieer     | Anton          |
| Loes Wouterson     | Elisabeth      |
| Leonard Lucieer    | Thomas         |
| Alex van Warmerdam | Simon          |
| Veerle Dobbelaere  | Agnes          |
| Dary Some          |                |
| Jacques Commandeur | leraar         |
| Theo van Gogh      | Willy          |
| Loes Luca          | Willy's moeder |
| Annemarie Blom     | buurvrouw      |
| Cecile Heuer       | buurvrouw      |
| Leny Breederveld   | buurvrouw      |
| Olga Zuiderhoek    | buurvrouw      |